# Kovddoskaisi
Kovddoskaisi (płn.-lap. Govddosgáisi) – szczyt w Górach Skandynawskich. Leży w Finlandii, w Laponii. Ma 1242 lub 1227 metrów wysokości, jest czwartą co do wysokości górą w Finlandii.